# Lysý vrch (Wysoki Jesionik)
Lysý vrch (historyczna nazwa niem. Urls Berg, cz. Orel) – szczyt (góra) o wysokości 1128 m n.p.m. (podawana jest też wysokość 1128,0 m n.p.m.  )  w paśmie górskim Wysokiego Jesionika (cz. Hrubý Jeseník), w północno-wschodnich Czechach, w Sudetach Wschodnich, na Śląsku, w obrębie gminy Bělá pod Pradědem, oddalony o około 6,1 km na północ od szczytu góry Pradziad (cz. Praděd). Rozległość góry (powierzchnia stoków) szacowana jest na około 3,6 km², a średnie nachylenie wszystkich stoków wynosi około 13°.

## Charakterystyka

### Lokalizacja
Góra Lysý vrch położona jest nieco na północ od centrum całego pasma Wysokiego Jesionika, leżącą w części Wysokiego Jesionika, w północno-zachodnim obszarze (mikroregionu) o nazwie Masyw Orlíka (cz. Medvědská hornatina). Znajduje się blisko drogi nr 450 Bělá pod Pradědem – Bruntál, niedaleko osady Bělá, będącej częścią miejscowości Bělá pod Pradědem. Jest głównym szczytem ramienia bocznego Masywu Orlíka, ciągnącego się od góry Mrazový vrch do góry Nad Borovým i jednocześnie siódmym szczytem tego Masywu (po szczytach: Medvědí vrch, Jelení loučky, Orlík, Černý vrch, Medvědí vrch–JV i Orlík–JV). Jest górą rozpoznawalną z kierunku południowo-zachodniego, z charakterystycznym szczytowym ogołoceniem ciągnącym się pasmowo stokiem zachodnim. Z innych kierunków nie jest już tak charakterystyczna i trudniej ją rozpoznać. Jest szczytem trudno rozpoznawalnym i słabo widocznym m.in. z drogi okalającej połać szczytową góry Pradziad (kopuła szczytowa widoczna na prawo od linii patrzenia w kierunku góry Malý Děd), a z innego charakterystycznego punktu widokowego – z drogi okalającej szczyt góry Dlouhé stráně niewidoczny, bo przysłonięty górą Velký Jezerník. 
Górę ograniczają: od północnego wschodu przełęcz o wysokości 1001 m n.p.m. w kierunku szczytu Ztracený vrch, od wschodu dolina potoku o nazwie Skalní potok, od południowego wschodu przełęcz o wysokości 1007 m n.p.m. w kierunku szczytu Osikový vrch, od południa niewielki fragment doliny rzeki Biała Głuchołaska (cz. Bělá) oraz mało wybitna przełęcz o wysokości 981 m n.p.m. w kierunku szczytu Hřib, od zachodu przełęcz o wysokości 886 m n.p.m. w kierunku szczytu Klanke, od północnego zachodu dolina potoku Zaječí potok oraz od północy dolina nienazwanego potoku, będącego dopływem potoku Zaječí potok. W otoczeniu góry znajdują się następujące szczyty: od północnego wschodu Ztracený vrch, Děrná i Jelení loučky, od południowego wschodu Zlatá stráň i Osikový vrch, od południa Kamzičí vrch, od południowego zachodu Hřib, od zachodu Klanke, od północnego zachodu Skalnatá, Bělská stráň i Zaječí hora oraz od północy Kamzičí skála (1). 

### Stoki
W obrębie góry można wyróżnić sześć następujących zasadniczych stoków:
- północny
- wschodni
- południowo-wschodni
- południowo-zachodni o nazwie Zlatá stráň
- zachodni
- północno-zachodni

Występują tu wszystkie typy zalesienia: bór świerkowy, las mieszany oraz las liściasty, przy czym zdecydowanie dominuje zalesienie borem świerkowym. Stoki: północny, wschodni i południowo-wschodni pokryte są przeważnie borem świerkowym, natomiast pozostałe stoki pokryte są poza borem świerkowym, również lasem mieszanym, a wraz z obniżaniem wysokości pojawiają się nawet obszary pokryte lasem liściastym. Wszystkie stoki poza wschodnim charakteryzują się znaczną zmiennością wysokości zalesienia. Na stokach występują ogołocenia, pasmowe przecinki, przerzedzenia oraz polany. W odległości około 750 m na zachód od szczytu (stok zachodni) położone jest samotne skalisko, natomiast w obrębie góry nie występują grupy skalne.
Stoki mają stosunkowo niejednolite, na ogół łagodne i zróżnicowane nachylenia. Średnie nachylenie stoków waha się bowiem od 8° (stok południowo-wschodni) do 18° (stok północno-zachodni). Średnie nachylenie wszystkich stoków góry (średnia ważona nachyleń stoków) wynosi około 13°. Maksymalne średnie nachylenie stoku zachodniego w pobliżu nienazwanego potoku, będącego dopływem rzeki Biała Głuchołaska, na wysokościach około 900 m n.p.m., na odcinku 50 m nie przekracza 35°. Stoki pokryte są siecią dróg (m.in. K Dembaudě, Spojená cesta czy Zlatá stráň) oraz na ogół nieoznakowanych ścieżek i duktów. Przemierzając je zaleca się korzystanie ze szczegółowych map, z uwagi na zawiłości ich przebiegu, zalesienie oraz zorientowanie w terenie.

### Szczyt główny

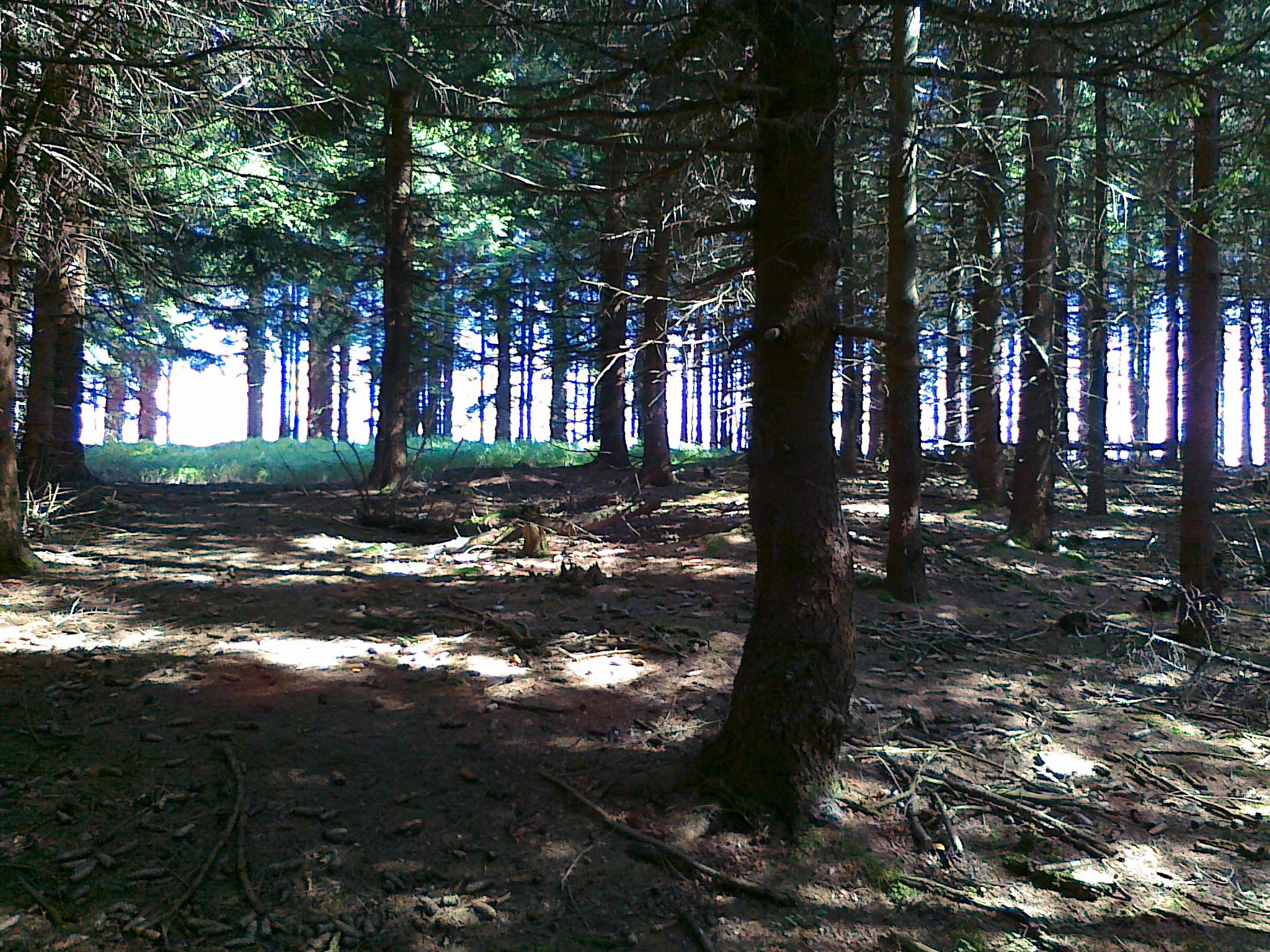
Połać szczytowa góry Lysý vrch (2016 rok)

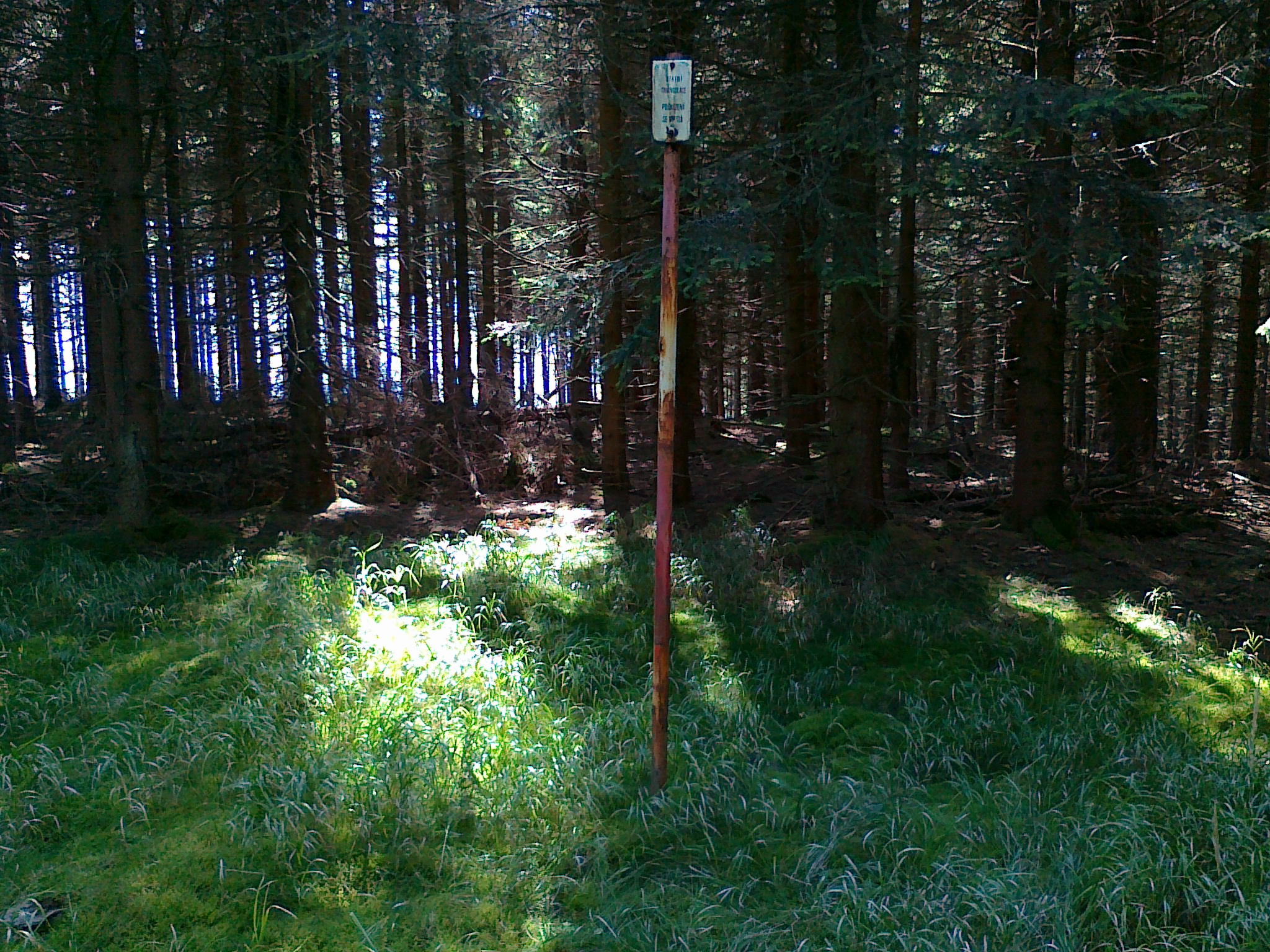
Punkt geodezyjny na połaci szczytowej góry Lysý vrch (2016 rok)

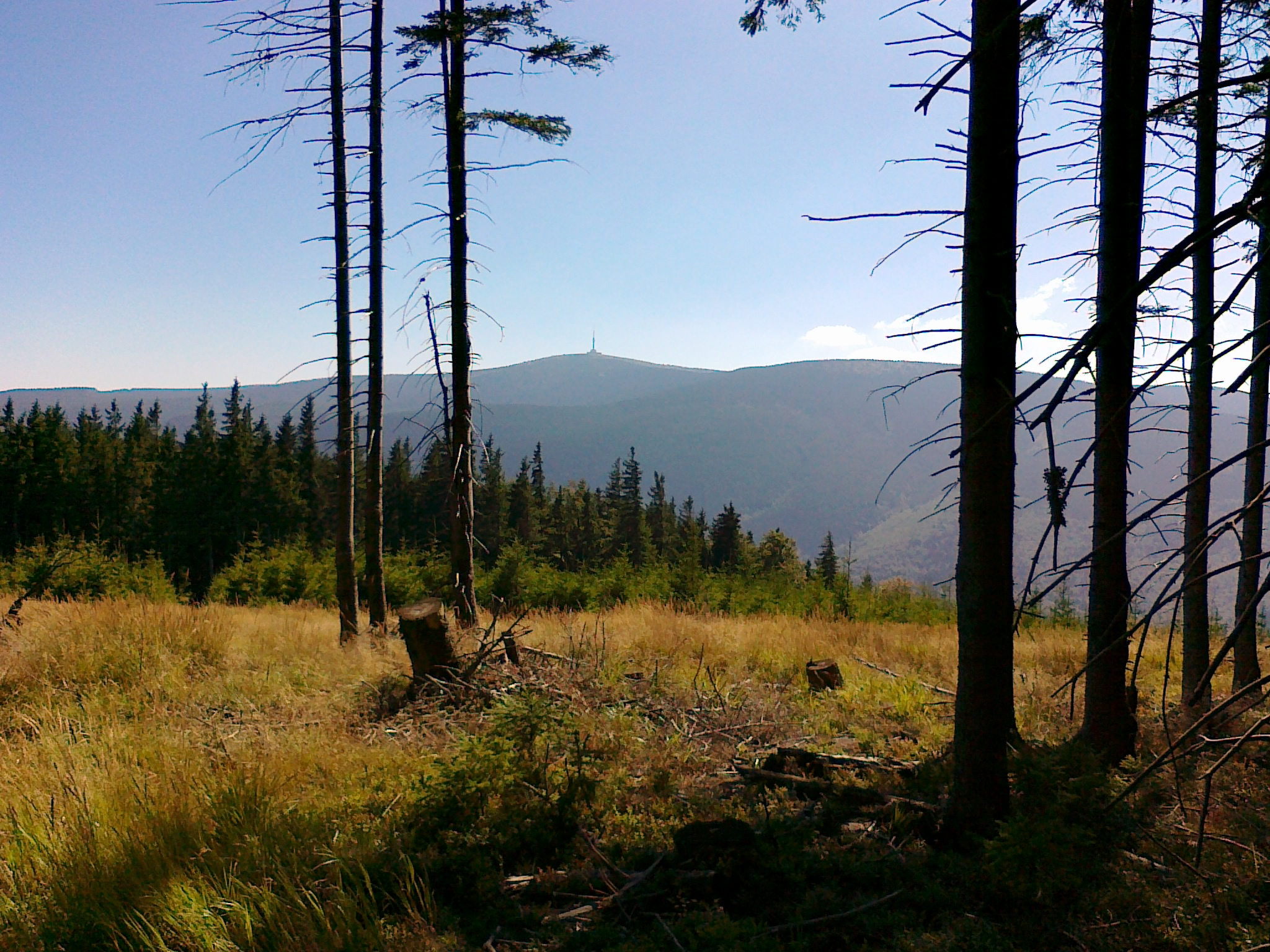
Widok z połaci szczytowej góry Lysý vrch na szczyty gór Pradziad i Malý Děd (2016 rok)

Na szczyt nie prowadzi żaden szlak turystyczny. Przez połać szczytową przechodzi ścieżka główna, biegnąca północnym stokiem góry od drogi Spojená cesta. Od strony wschodniej połaci szczytowej występuje ogołocenie, z którego widoczne są m.in. szczyty gór Pradziad i Malý Děd. Szczyt znajduje się wśród zalesienia borem świerkowym, pokryty częściowo trawą wysokogórską. Z uwagi na zalesienie nie jest on punktem widokowym. Na połaci szczytowej znajduje się punkt geodezyjny, oznaczony na mapach geodezyjnych numerem (6.), o wysokości 1127,96 m n.p.m. oraz współrzędnych geograficznych (50°08′16,66″N 17°14′09,23″E/50,137961 17,235897), z widocznym koło niego wywróconym stalowym słupkiem, ostrzegającym przed jego zniszczeniem z tabliczką, z napisem Státní triangulace Poškození se trestá, oddalony o około 17 m na północny wschód od szczytu . Państwowy urząd geodezyjny o nazwie (cz. Český úřad zeměměřický a katastrální (CÚZK)) w Pradze podaje jako najwyższy punkt góry – szczyt – o wysokości 1128,1 m n.p.m. i współrzędnych geograficznych (50°08′16,2″N 17°14′08,8″E/50,137833 17,235778). 
Dojście do szczytu następuje ze ścieżek biegnących z obu szlaków turystycznych . Polecane jest dojście ze skrzyżowania turystycznego o nazwie Lysý vrch (rozc.), skąd idąc niebieskim szlakiem turystycznym  w kierunku szczytu Klanke około 430 m, dochodząc do drogi Spojená cesta, należy skręcić w lewo na nieoznakowaną, prosto biegnącą ścieżkę główną i idąc dalej odcinek o długości około 600 m stromym podejściem, dojdziemy do połaci szczytowej. 

### Szczyt drugorzędny
W odległości około 530 m na południowy wschód od szczytu głównego znajduje się drugorzędny szczyt określony jako Lysý vrch–J o wysokości 1097 m n.p.m. i współrzędnych geograficznych (50°08′00,3″N 17°14′20,0″E/50,133417 17,238889). Oba szczyty położone są pomiędzy mało wybitną przełęczą o wysokości 1092 m n.p.m.. Szczyt ten znajduje się wśród zalesienia borem świerkowym i z tego powodu nie jest on punktem widokowym oraz nie ma na nim punktu geodezyjnego o określonej wysokości.

### Geologia
Pod względem geologicznym masyw góry Lysý vrch należy do jednostki określanej jako kopuła Desny i zbudowany jest ze skał metamorficznych, głównie: blasto-mylonitów, fyllitów (biotytów, chlorytów i muskowitów), gnejsów, łupków łyszczykowych (staurolitu, chlorytoidu, granatu, sillimanitu), kwarcytów, skał magmowych, głównie meta-granitoidów oraz skał osadowych, głównie meta-zlepieńców . 

### Wody
Grzbiet główny (grzebień) góry Pradziad, biegnący od przełęczy Skřítek do przełęczy Červenohorské sedlo oraz dalej do przełęczy Ramzovskiej (cz. Ramzovské sedlo) jest częścią granicy Wielkiego Europejskiego Działu Wodnego, dzielącej zlewiska Morza Bałtyckiego i Morza Czarnego . 
Szczyt wraz ze stokami góry Lysý vrch położony jest na północny wschód od tej granicy, należy więc do zlewni Morza Bałtyckiego, do którego płyną wody m.in. z dorzecza rzeki Odry, będącej przedłużeniem płynących z tej części Wysokiego Jesionika rzek i górskich potoków (m.in. płynącej w pobliżu góry rzeki Biała Głuchołaska i potoków o nazwie Zaječí potok czy Skalní potok). Ze stoków biorą swój początek krótkie, nienazwane potoki, będące dopływami wspomnianej rzeki Biała Głuchołaska i potoków Zaječí potok i Skalní potok. W odległości około 1 km na północny zachód od szczytu (stok północno-zachodni), na wysokości około 780 m n.p.m. występuje źródło o nazwie (cz. Grizzly). Z uwagi na stosunkowo łagodne nachylenia stoków, w obrębie góry nie występują m.in. wodospady czy kaskady.

## Ochrona przyrody
Cała góra znajduje się w obrębie wydzielonego obszaru objętego ochroną o nazwie Obszar Chronionego Krajobrazu Jesioniki (cz. Chráněná krajinná oblast (CHKO) Jeseníky), a utworzonego w celu ochrony utworów skalnych, ziemnych i roślinnych oraz rzadkich gatunków zwierząt. Na stokach nie utworzono żadnych rezerwatów przyrody lub innych obiektów nazwanych pomnikami przyrody. Ponadto na obszarze góry nie wytyczono żadnych ścieżek dydaktycznych.

## Turystyka

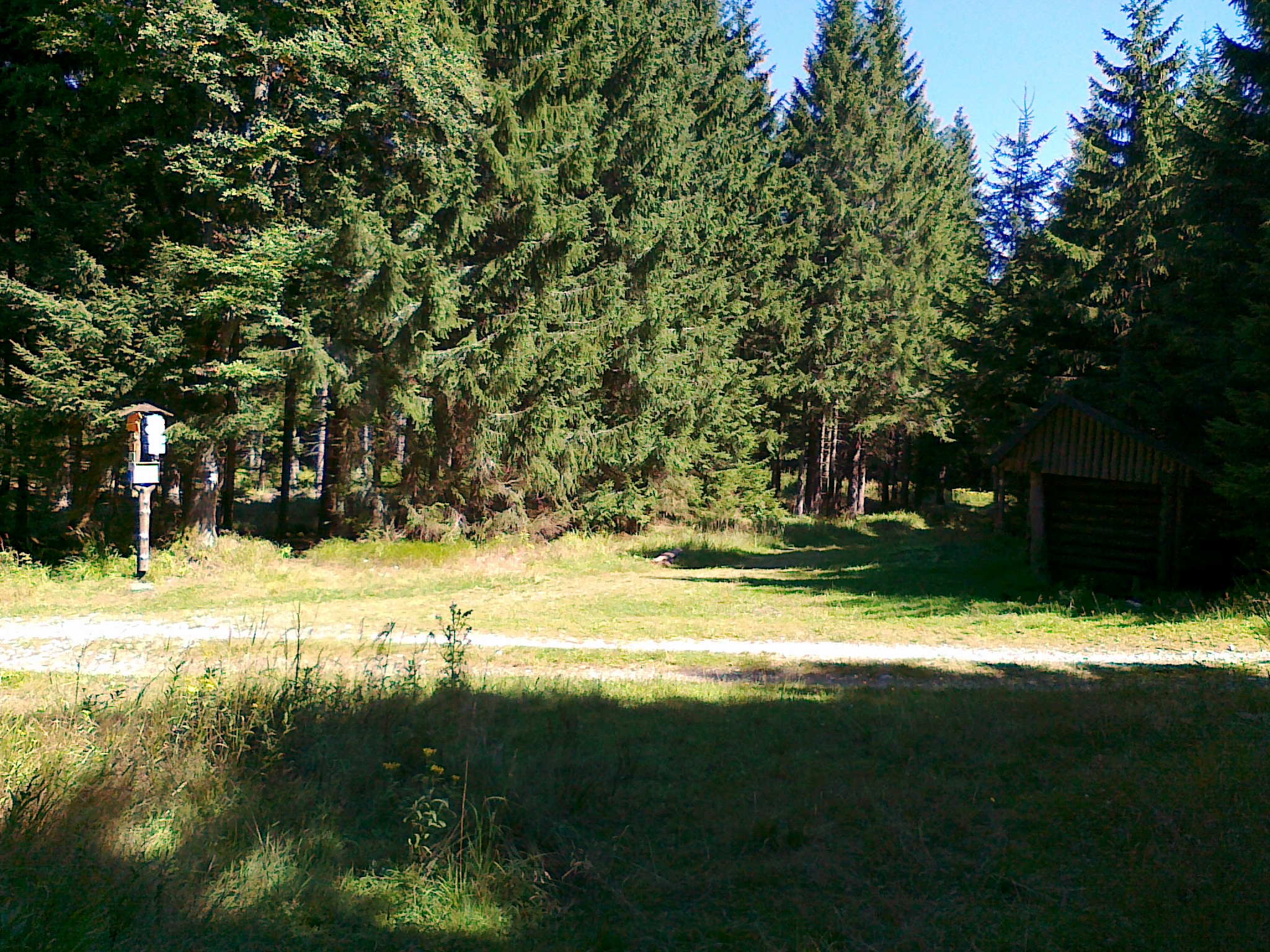
Skrzyżowanie turystyczne Lysý vrch (rozc.) (2016 rok)

Na górze Lysý vrch nie ma żadnego schroniska turystycznego lub hotelu górskiego. Do bazy turystycznej w osadzie Bělá z położonym blisko drogi nr 450 schroniskiem turystycznym Chata Eduard jest od szczytu około 2 km w kierunku zachodnim, a do najstarszego schroniska turystycznego Wysokiego Jesionika o nazwie Švýcárna, położonego na stoku góry Malý Děd, skąd biegną oba szlaki turystyczne jest od szczytu około 4,3 km w kierunku południowo-zachodnim. Nieco bliżej, bo w odległości około 2,6 km na południowy wschód od szczytu położony jest parking na przełęczy Videlské sedlo, gdzie przechodzi żółty szlak turystyczny  i jedyny zielony szlak rowerowy . Ponadto do osady Vidly jest około 4,4 km na południowy wschód od szczytu ze znajdującym się w niej górskim hotelem Vidly.
Na przełęczy pomiędzy obydwoma szczytami góry Lysý vrch, w odległości około 350 m na południowy wschód od szczytu głównego, na wysokości około 1094 m n.p.m. położona jest Chata na Lysým vrchu, ale nie ma ona charakteru typowego schroniska turystycznego, a którą zalicza się do tzw. chat łowieckich. Dojście do niej następuje ścieżką biegnącą z żółtego szlaku turystycznego .
Kluczowym punktem turystycznym jest oddalone o około 640 m na północny wschód od szczytu skrzyżowanie turystyczne Lysý vrch (rozc.) z podaną na tablicy informacyjnej wysokością 1001 m, przy którym postawiono wiatę turystyczną oraz przez które przechodzą oba szlaki turystyczne, szlak rowerowy i trasy narciarstwa biegowego.

### Szlaki turystyczne i rowerowe
Klub Czeskich Turystów (cz. Klub Českých Turistů) wytyczył w obrębie góry dwa szlaki turystyczne na trasach:
 Rejvíz – narodowy rezerwat przyrody Rejvíz – góra Přední Jestřábí – góra Přední Jestřábí–JZ – szczyt Kazatelny–SV – szczyt Kazatelny – przełęcz Kristovo loučení – góra Medvědí louka – góra Ostruha–JV – góra Jelení loučky – góra Děrná – góra Ztracený vrch – góra Lysý vrch – góra Osikový vrch – przełęcz Videlské sedlo – góra Malý Děd – schronisko Švýcárna
 Bělá pod Pradědem – góra Nad Borovým – góra Zaječí hora – góra Ztracený vrch – góra Lysý vrch – szczyt Klanke – góra Velký Klín – rezerwat przyrody Vysoký vodopád – wodospad Vysoký vodopád – góra Malý Děd – schronisko Švýcárna – dolina potoku Środkowa Opawa – Vidly – Bílý Potok – Hutě
W obrębie góry wyznaczono jedyny szlak rowerowy na trasie:
 Vidly – Videlské sedlo – góra Osikový vrch – góra Lysý vrch – góra Ztracený vrch – góra Děrná – Ostruha–JV – góra Ostruha – przełęcz Kristovo loučení – przełęcz Prameny Opavice – góra Příčný vrch – góra Lysý vrch – Zlaté Hory

#### Podjazdy drogowe
U podnóża stoku południowo-zachodniego biegnie mała część podjazdu z miejscowości Bělá pod Pradědem na przełęcz Videlské sedlo, który jest chętnie pokonywany przez rowerzystów:
 podjazd z miejscowości Bělá pod Pradědem drogą nr 450 (długość: 7,9 km, różnica wysokości: 388 m, średnie nachylenie: 4,9%, 2 pętlice drogowe)

### Trasy narciarskie
W okresach ośnieżenia wzdłuż żółtego szlaku turystycznego  i szlaku rowerowego wytyczono trasy narciarstwa biegowego. W obrębie góry nie poprowadzono żadnej trasy narciarstwa zjazdowego.